# EnergyBus

EnergyBus-Logo

EnergyBus ist ein offener Standard für alle elektrischen Komponenten von Leicht-Elektrofahrzeugen und weiteren stationären Energiemanagementsystemen. Er beinhaltet einen Kommunikations- und Energieübertragungs-Bus sowie ein dazugehöriges Steckersystem.
Die Datenübertragung basiert dabei auf dem CAN-Bus genauer auf dem CANopen-Protokoll.
Die Datenübertragung ist in dem CANopen-Applikationsprofil CiA-454 definiert und für Mitglieder des EnergyBus e. V. und das CAN in Automation e. V. zugänglich. Mit der Veröffentlichung einer internationalen ISO Technical Specification wird gegen Ende des Jahres 2019 gerechnet.[veraltet]
Ursprüngliches und hauptsächliches Ziel der Entwicklung waren die LEV (Light Electric Vehicle)-Komponenten, jedoch wird EnergyBus auch in stationären Energiemanagementsystemen verwendet. Erste Anwendungen wurden von Fraunhofer ISE realisiert.
EnergyBus wird von einem eingetragenen Verein getragen und von den Mitgliedern und Partnern spezifiziert. Mitglieder sind sowohl Einzelpersonen wie auch Hersteller von Elektrofahrradkomponenten wie Steckern, Batterien, Steuerungen und Antriebseinheiten.
Aktuelles Ziel der EnergyBus-Initiative ist die Herstellung einer standardisierten Lade-Infrastruktur für E-Bikes, Pedelecs und andere LEVs.

## Nutzen
EnergyBus bietet ein einfach und sicher nutzbares Ladegerät für verschiedene Batterietypen. Bei Gleichspannung von bis zu 48 V und einem Strom von bis zu 40 A kann eine Leistung von bis 1,9 kW abgegeben werden. Es handelt sich um Plug’n’Play-Systeme, bei denen zusätzliche Batterien oder Verbraucher einfach eingesteckt werden können. Dank der Kommunikation zwischen den einzelnen Komponenten, beginnt die Energieübertragung erst, wenn sichergestellt ist, dass alle Teilnehmer mit der aktuellen Spannung funktionieren.
Komponenten-Hersteller profitieren von der Kompatibilität von Komponenten, die dem EnergyBus-Standard entsprechen. Dies verringert die Kosten und erhöht die Auswahl für Kunden, was die Produktattraktivität verbessert. Die Systeme sind zudem upgradefähig und unabhängig von der konkret eingesetzten Technologie wie z. B. der Batteriechemie.
Für die Entwicklung von EnergyBus-kompatiblen Komponenten stehen vorgefertigte Software-Bibliotheken zur Verfügung.

## Anwendungen

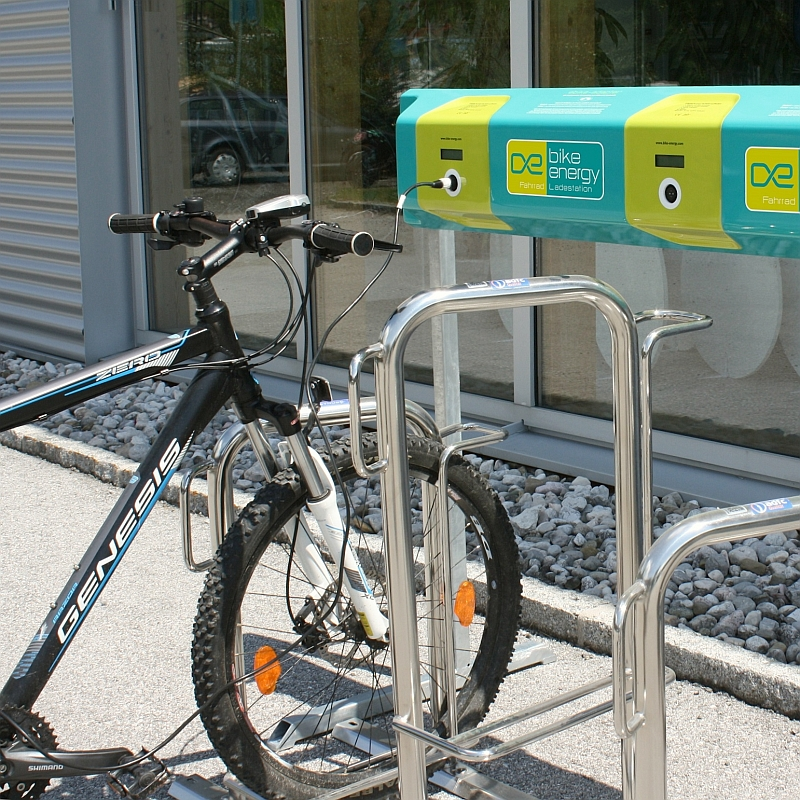
Laden eines Fahrrads über EnergyBus

- Ladegerät für E-Bikes und Pedelecs
- Wallbox / Ladestation für E-Bikes und Pedelecs[5]
- E-Bikes
- Schnittstelle von Komponenten von Fahrrädern
- Nachrüstsatz für Fahrräder
- Solare Inselsysteme[6]

## Standard auf mehreren Ebenen
- Physik: Stecker/Buchse

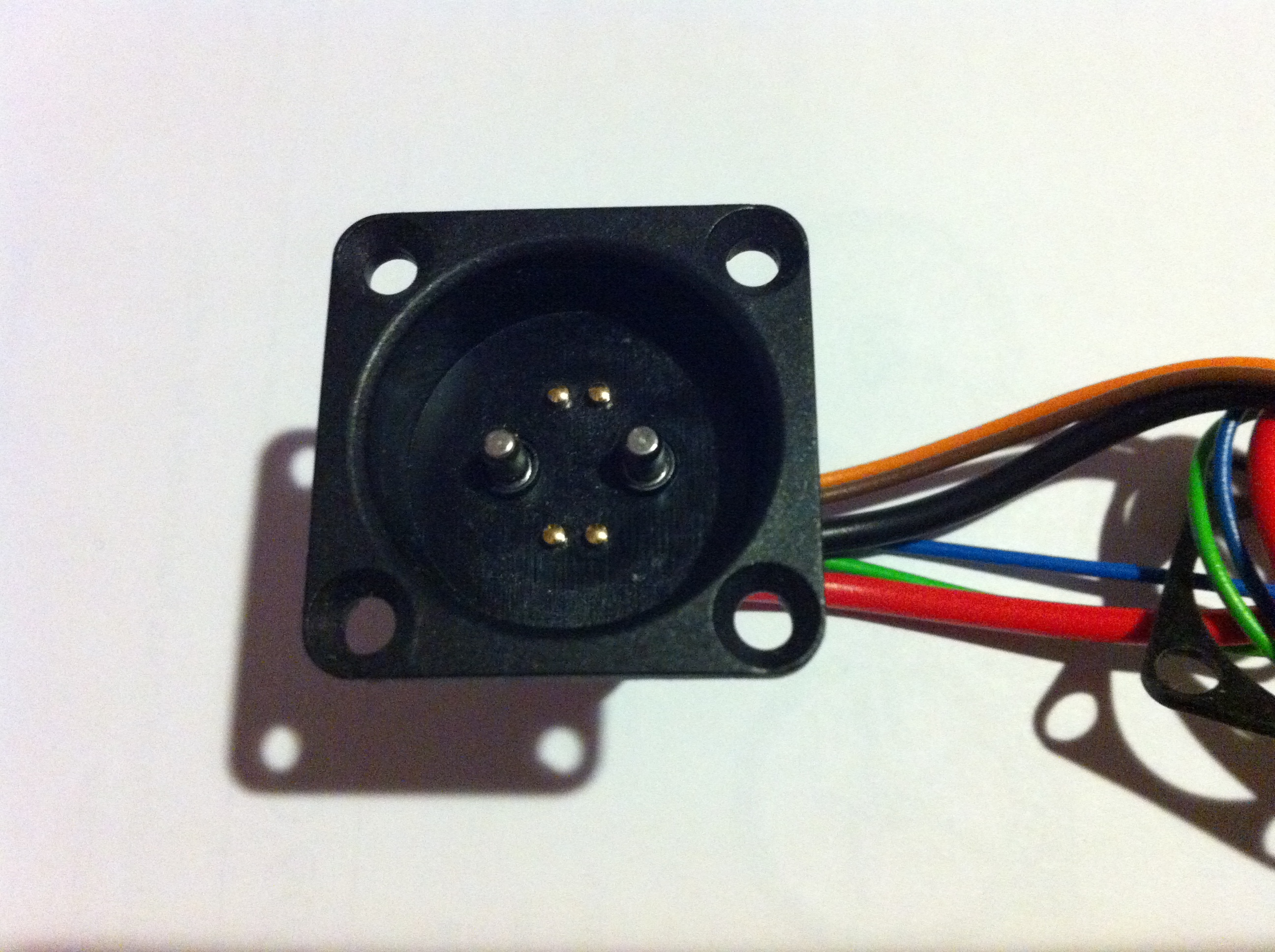
EnergyBus Stecker

- Ein Informations-Bus-System zur Verständigung von Modulen in elektrischen Systemen wie Batterie, Ladegerät, Verbraucher (Motor), Erzeuger (Generator, PV, …) mit definierten Nachrichten und definierten Sequenzen der Nachrichten
- Attribute und Werte der einzelnen Gerätetypen

Dazu sind mehr als 10 Gerätetypen definiert. Der Artikel EnergyBus – CANopen für Elektrofahrräder beschreibt die technischen Grundlagen des Protokolls im Detail.

## Kooperationen
EnergyBus e. V. ist mit dem VDMA-Forum Elektromobilität E-Motive eine Zusammenarbeit eingegangen. Deren Ziel ist es, die notwendigen und gewünschten Eigenschaften einer „austauschbaren wiederaufladbaren Batterie“, wie sie in diversen elektrischen Systemen zum Einsatz kommt, zweckmäßig zu definieren.